# Soft Machine

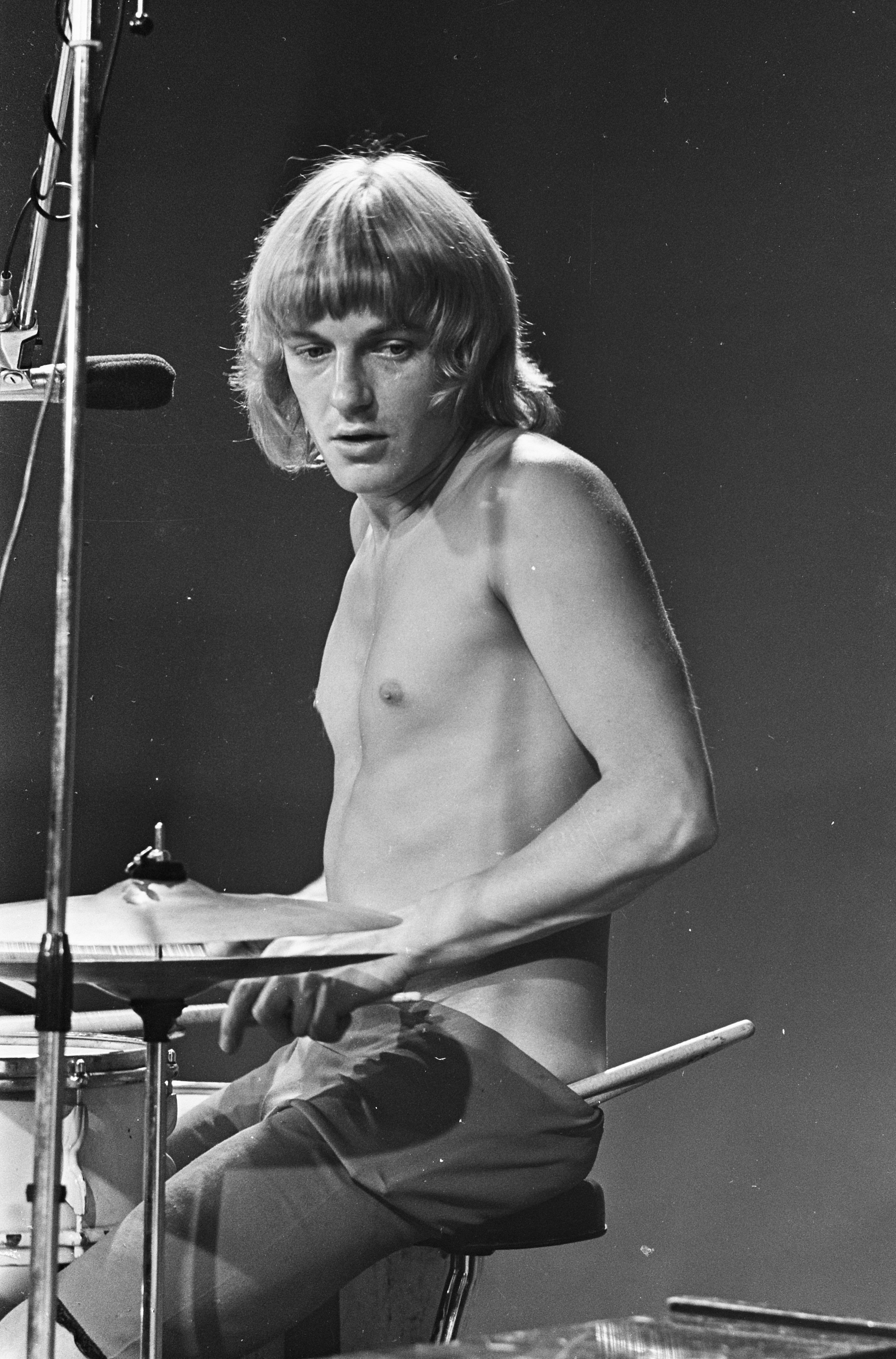
Robert Wyatt (1967)

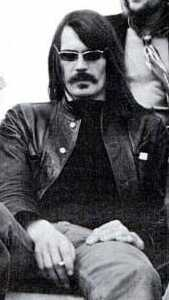
Mike Ratledge (1971)

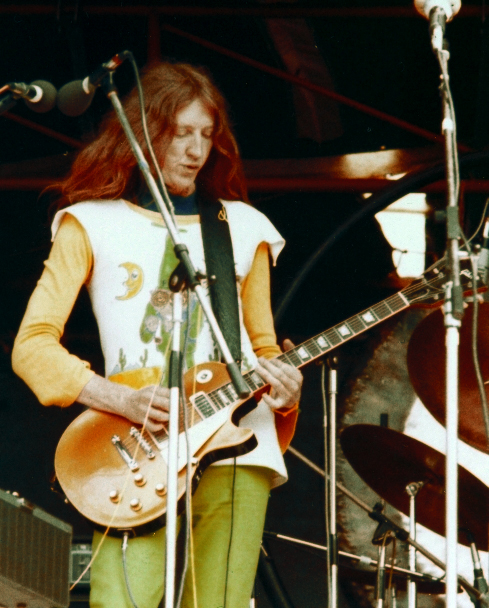
Daevid Allen (1974)

Soft Machine (tot 1969 The Soft Machine) was een popgroep, oorspronkelijk uit Canterbury in het zuidoosten van Engeland, die in de loop der jaren diverse soorten muziek heeft gemaakt en ook veel personeelswisselingen heeft gekend.
De band begon in de jaren zestig met psychedelische muziek en ontwikkelde zich via progressieve rock naar een stijl die nog het dichtst bij de jazz ligt. De naam van de groep is ontleend aan de titel van de roman The Soft Machine (1961) van de Amerikaanse cultschrijver William S. Burroughs.
In AllMusic schreven auteurs Dave Lynch en Richie Unterberger:
"Soft Machine was geen commerciële onderneming en zou zelfs voor veel luisteraars, die de leeftijd hadden om eind jaren zestig en begin jaren zeventig persoonlijk van de muziek uit tijd te kunnen getuigen, onbekend blijven toen de groep op haar hoogtepunt was. Op hun eigen wijze was ze een van de meest invloedrijke bands van hun tijd. Als een van de oorspronkelijke Britse psychedelische groepen was ze ook een voorwaarde voor de geboorte van zowel de progressieve rock als de jazzrock."

## Geschiedenis
De eerste bezetting (1966) bestond uit Kevin Ayers (basgitaar), Robert Wyatt (drums, zang), Daevid Allen (gitaar) en Mike Ratledge (toetsen). Allen, Wyatt en de latere basgitarist Hugh Hopper hadden in 1963 al in het Daevid Allen Trio gespeeld, soms met Ratledge; en Ayers en Wyatt waren met Hopper de oprichters van The Wilde Flowers.
De Australiër Allen verliet de band nog voor de voorbereidingen van het eerste album. Na een tournee door Frankrijk moest hij daar achterblijven, wegens problemen met zijn visum voor het Verenigd Koninkrijk. Hierop richtte hij te Parijs de band Gong op. Soft Machine had destijds hetzelfde management als Jimi Hendrix en toerde in 1968 een half jaar door de Verenigde Staten als het voorprogramma van Hendrix. Tijdens de tournee werd in New York het eerste album opgenomen (The Soft Machine). De inspanningen van de tournee werden Ayers te veel en hij trok zich terug op Mallorca. Hij werd opgevolgd door Hugh Hopper. Ayers kwam later met zijn eigen band Kevin Ayers and the Whole World terug (met de jonge Mike Oldfield op basgitaar). In mei 1968 verscheen Andy Summers op het toneel. Hij ging mee op tournee maar verliet de groep al in juli 1968. Summers zou later wereldberoemd worden als gitarist van The Police.
De bekendste bezetting van Soft Machine bestond uit Wyatt, Ratledge, Hopper en saxofonist Elton Dean. Deze formatie maakte het nog altijd bejubelde album Third en de opvolger Fourth. Soft Machine combineerde in deze fase psychedelische muziek, symfonische invloeden en jazz tot een eigen muziekstijl.
Wyatt had echter moeite zich met deze stijl te verenigen, omdat er steeds minder ruimte voor zijn zangpartijen was en zijn absurdistische teksten en dito muziekbenadering een rem vormden op de richting van de groep naar een stijl die het best als jazzrock omschreven kan worden. In 1971 verliet hij de groep nadat het album Fourth was opgenomen en richtte Matching Mole op; later had hij een solocarrière. Hij werd korte tijd vervangen door de Australische drummer Phil Howard, die na de opnamen van kant een van de lp Fifth werd ontslagen. Enkele maanden later verliet ook Dean de groep. Ze werden vervangen door drummer John Marshall en Karl Jenkins (toetsen en blaasinstrumenten) die eerder in Nucleus had gespeeld. Ratledge was het enige overblijvende lid uit de oorspronkelijke bezetting en bleef leider van de groep tot 1976 en droeg toen de muzikale leiding over aan Jenkins.
Onder Jenkins' leiding bleef de band actief tot 1984, zij het dat de groep de laatste jaren nauwelijks meer iets voorstelde. Eigenlijk valt het einde van Soft Machine in 1978. In die jaren maakte ook gitarist Allan Holdsworth deel uit van de band die nu voor het eerst een prominente rol voor de elektrische gitaar kende en soms zelfs aan Mahavishnu Orchestra van John McLaughlin deed denken. In deze periode maakte onder andere Percy Jones enige tijd deel uit van de groep. Na december 1978 zijn er nog maar een paar wapenfeiten te noemen: het verschijnen van het studioalbum Land Of Cockayne (1981) dat weinig succes had, en een paar optredens in 1984, met als bandleden Karl Jenkins, John Marshall, John Etheridge, Dave MacRae en Paul Carmichael. Daarna werd de band opgeheven.
In 2018 bracht de band opnieuw een studioalbum uit, Hidden Details.
Ratledge overleed op 82-jarige leeftijd in februari 2025.

## Discografie

### Studioalbums
- 1968 – The Soft Machine
- 1969 – Volume Two
- 1970 – Third
- 1971 – Fourth
- 1972 – Fifth
- 1973 – Six
- 1973 – Seven
- 1975 – Bundles
- 1976 – Softs
- 1978 – Alive & Well: Recorded in Paris
- 1981 – Land of Cockayne
- 2018 – Hidden details (leden van Soft Machine Legacy)
- 2023 - Other Doors

### Overig
- 1972 – Face and Place Vol.7
- 1977 – Triple Echo
- 1988 – Live at the Proms 1970
- 1990 – The Peel Sessions
- 1993 – BBC Radio 1 Live in Concert
- 1994 – BBC Radio 1 Live in Concert
- 1994 – Rubber Riff
- 1995 – Live in France
- 1995 – Live at the Paradiso
- 1996 – Spaced
- 1997 – Virtually
- 1998 – Live 70
- 2000 – Noisette
- 2008 – Drop
- 2011 – Live at Het Turfschip, Netherlands, 31 january 1970